# Lloro nyam-nyam
El lloro nyam-nyam o lloro niam-niam (Poicephalus crassus) és una espècie d'ocell de la família dels psitàcids que habita boscos i sabanes de la República Centreafricana i zones limítrofes de Txad, el Sudan i la República Democràtica del Congo.